# Walckenaeria claviloba
Walckenaeria claviloba este o specie de păianjeni din genul Walckenaeria, familia Linyphiidae, descrisă de Wunderlich, 1995. Conform Catalogue of Life specia Walckenaeria claviloba nu are subspecii cunoscute.